# Thomas Jefferson
Thomas Jefferson (Shadwell, 13 aprile 1743 – Charlottesville, 4 luglio 1826) è stato un politico, scienziato e architetto statunitense. È stato il terzo presidente degli Stati Uniti d'America dal 1801 al 1809 ed è considerato uno dei padri fondatori della nazione. Il suo volto è ritratto sul monte Rushmore accanto a quelli di George Washington, Abraham Lincoln e Theodore Roosevelt.
Fu il principale autore della dichiarazione d'indipendenza del 4 luglio 1776 e uno dei fondatori del Partito Democratico-Repubblicano degli Stati Uniti. Fortemente segnato dal pensiero illuminista, fu fautore di uno Stato laico e liberale, sostenendo l'egualitarismo formale e legale di tutti gli esseri umani, anche se non volle pronunciarsi mai contro la schiavitù.
Fu inoltre anche un intellettuale di grande spessore: fondatore della Università della Virginia, ebbe un ruolo centrale nello sviluppo e nella costruzione di questa istituzione. Fu infine anche un architetto: suoi sono ad esempio i progetti per il campus dell'Università della Virginia, la sua casa di Monticello, parte del patrimonio dell'UNESCO dal 1987, nonché il Campidoglio di Richmond.

## Biografia

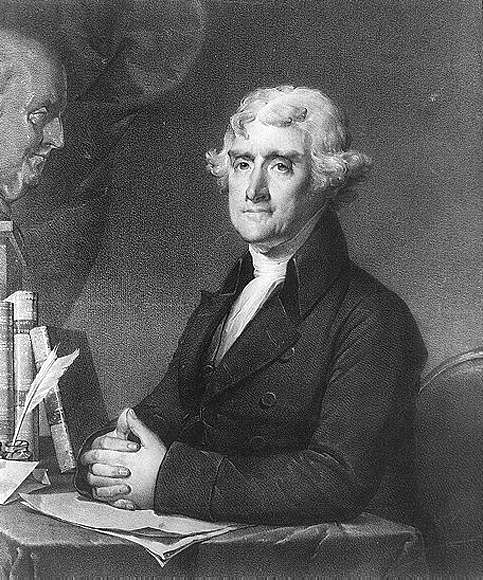
Thomas Jefferson ritratto da Gilbert Stuart

### Infanzia
Figlio di un pioniere della Virginia originario del Galles, Thomas Jefferson nacque a Shadwell, nella contea di Albemarle in Virginia, da una famiglia benestante il 13 aprile 1744. Il padre, Peter Jefferson II, era un ricco proprietario terriero che aveva sposato Jane Randolph, la quale discendeva da una delle più influenti famiglie dell'epoca. Jane Randolph, figlia a sua volta di Isham Randolph, era quindi imparentata direttamente con Peyton Randolph, uno dei più influenti personaggi della Virginia di quel periodo. Dei suoi anni di infanzia non si sa molto, tranne alcune informazioni generiche. Jefferson era il terzo di dieci fratelli, due dei quali nacquero però già morti.

### Istruzione
Jefferson fu istruito inizialmente da alcuni insegnanti privati e a partire dal 1752 frequentò la scuola elementare, dove ebbe come insegnante William Douglas, un pastore anglicano originario della Scozia. All'età di nove anni iniziò i suoi studi di greco, latino e francese. Nel 1757 - quando il giovane Jefferson aveva 14 anni - suo padre morì, lasciandolo quindi erede di circa 5 000 acri di terreno e numerosi schiavi. Dopo la morte del padre, Jefferson fu istruito presso un istituto diretto dal pastore James Maury, dove studiò dal 1758 fino al 1760.
Dal 1760 frequentò il William and Mary College, dove si diplomò due anni più tardi col massimo dei voti. Sempre presso il William and Mary College ricevette un'istruzione in filosofia e matematica e perfezionò le sue conoscenze di francese. Si riferisce inoltre che Jefferson fosse un ottimo suonatore di violino; possedette tre violini (di cui almeno uno di probabile scuola cremonese) e una biblioteca musicale con opere di Corelli, Geminiani e altri autori italiani. Dopo essersi diplomato, Jefferson si iscrisse a giurisprudenza e intraprese gli studi per divenire avvocato. Si laureò infine a vent'anni col massimo dei voti.

### Carriera da avvocato

La dichiarazione di indipendenza viene presentata al congresso continentale in un dipinto di John Trumbull (1816 circa)

Dopo la morte della sorella più anziana - Jane, 1º ottobre 1765 - Jefferson cadde in un lungo periodo di depressione. A ciò si aggiunse anche il fatto che, dopo il matrimonio delle sue due altre sorelle, Mary Jefferson e Martha Jefferson, che sposarono rispettivamente Thomas Bolling e Dabney Carr, entrambe si trasferirono presso le abitazioni dei loro mariti, lasciando il giovane Jefferson solo con le due sorelle minori, Elizabeth e Lucy.
Nonostante le difficoltà iniziali subite dopo la morte della sorella Jane, Jefferson divenne a breve un avvocato di fama, avendo tra i suoi clienti persone di spicco, tra le quali anche parenti di sua madre ed esponenti della famiglia Randolph.
Nel 1772 sposò una vedova ventitreenne, Martha Skelton, dalla quale ebbe sei figlie: Martha Jefferson Randolph (1772–1836), Jane Randolph (1774–1775), una figlia nata morta nel 1777, Mary Wayles (1778–1804), Elizabeth (1780–1781) e Lucy Elizabeth (1782–1784). Seguendo l'esempio del padre, divenne giudice di pace e poi fu rappresentante dell'assemblea della Virginia fino a quando, nel 1775, venne eletto al congresso continentale.

### Carriera politica

#### Primo periodo e prime cariche politiche
(Thomas Jefferson, Dichiarazione di indipendenza degli Stati Uniti d'America, 1776)

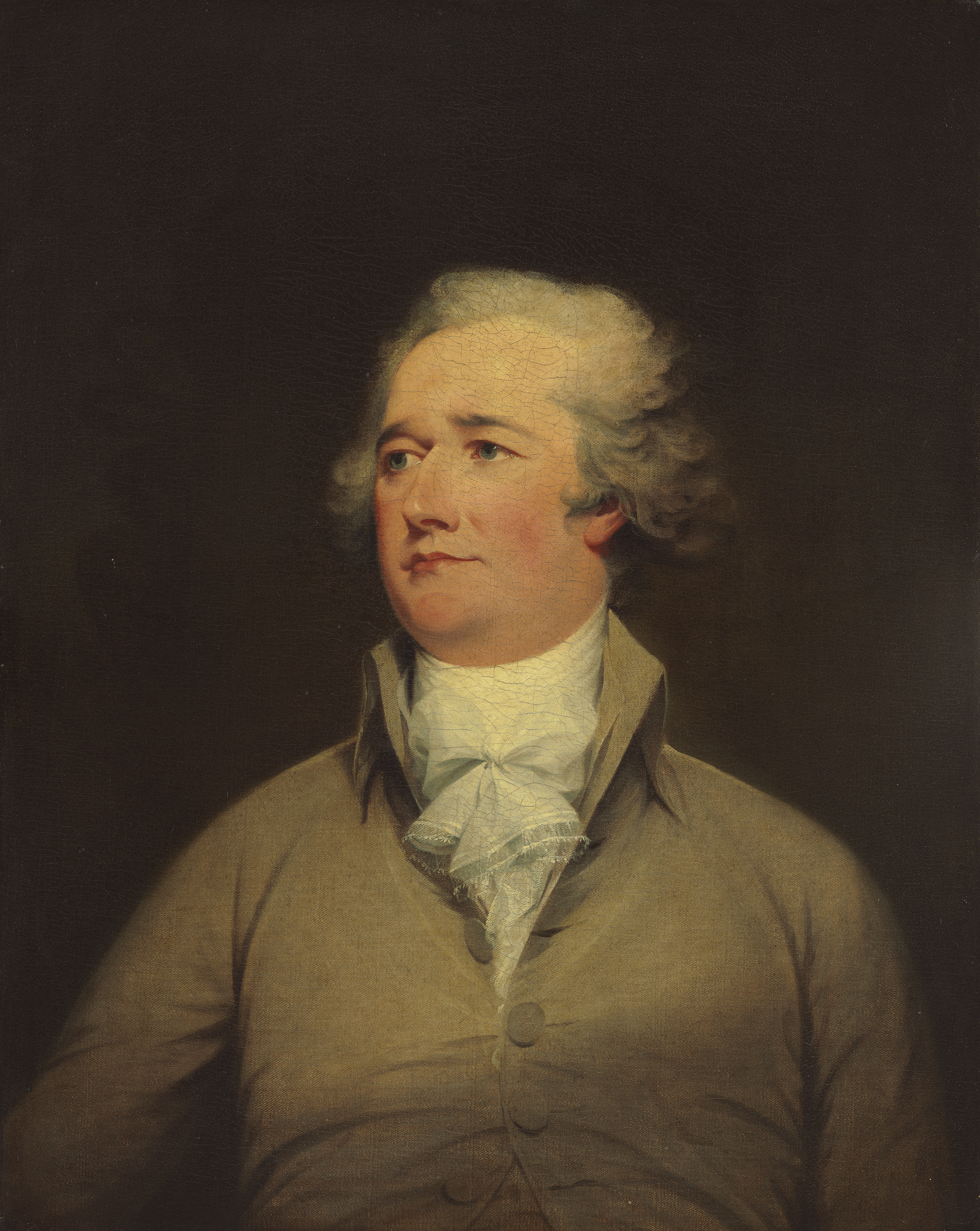
Alexander Hamilton

Dopo aver esercitato per un breve periodo il mestiere di avvocato fino al 1776, Jefferson riuscì a divenire deputato nella House of Burgesses, la Camera Bassa del parlamento della Virginia. Nel 1774 pubblicò un breve saggio con il titolo A Summary View of the Rights of British America, che doveva fungere da manuale per i deputati della Virginia inviati presso il congresso continentale e che diede a Jefferson grande fama di pensatore e precursore del pensiero patriottico americano.
Sempre nel 1774, Jefferson venne nominato deputato presso il congresso continentale. Assegnato alla commissione per la stesura della dichiarazione d'indipendenza, Jefferson fu incaricato di elaborare la prima bozza del documento, che fu poi rivista da John Adams.
Verso la fine del 1776 ritornò in Virginia, dove fu eletto nuovamente nel locale parlamento. Come deputato, si dedicò alla completa revisione delle leggi allora vigenti nello Stato della Virginia, elaborando in soli tre anni 126 disegni di legge. Di particolare importanza sono i disegni di legge sull'abolizione del diritto dei primogeniti, sulla libertà di credo e sulla completa revisione del sistema scolastico vigente.
Nel 1779, durante il periodo della guerra di indipendenza, fu eletto governatore della Virginia, carica che ricoprì dal 1779 fino al 1781. Durante questo periodo la Virginia fu occupata per ben due volte dalle forze armate britanniche che, in entrambe le occasioni, occuparono anche la città di Richmond, che sarebbe poi divenuta da lì a pochi anni la capitale dello Stato. Al termine del suo secondo mandato, avendo deciso di non ricandidarsi, si ricongiunse alla propria famiglia senza curarsi di passare le consegne al suo successore, lasciando per alcuni giorni vacante la carica di governatore. Questo comportamento lo portò sotto processo, ma l'assemblea legislativa lo scagionò da ogni accusa. In seguito a tali vicende, Jefferson si ritirò dalla scena politica per qualche tempo e ritornò alla sua tenuta di Monticello. Il 6 settembre 1782 la moglie, Martha Wayles Skelton Jefferson, morì durante il parto della sesta figlia Lucy Elisabeth.

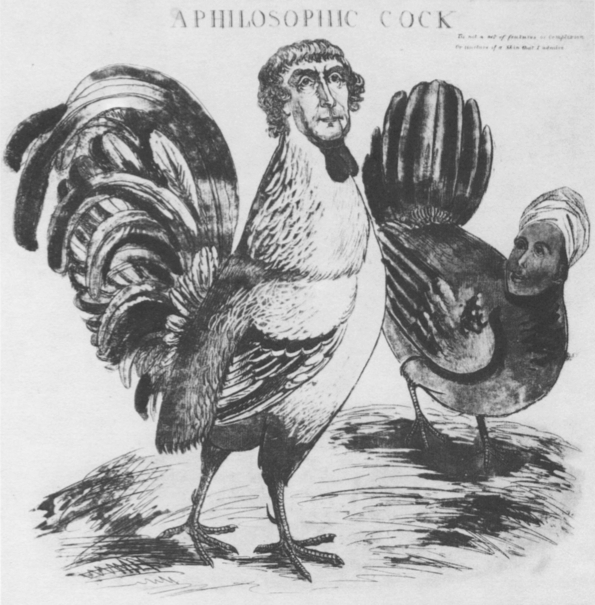
A philosophic cock ("Un gallo filosofico"), caricatura attribuita a James Akin, raffigurante Thomas Jefferson e Sally Hemings (1804 circa)

Dal 1785 fino al 1789 Jefferson venne inviato come diplomatico a Parigi, dove fu membro della celebre loggia massonica "Les Neuf Soeurs" del Grande Oriente di Francia. Non poté quindi partecipare in modo diretto alle discussioni che riguardavano la Costituzione degli Stati Uniti d'America. Ciò nonostante la costituzione elaborata dalla convenzione di Filadelfia lo soddisfece, anche se, come poi fece notare in seguito, avrebbe voluto l'aggiunta di un Bill of Rights che proteggesse i diritti dell'individuo. Durante il periodo parigino, Jefferson si innamorò profondamente della pittrice già sposata Maria Cosway, ma tra i due non vi fu mai una relazione. Sempre a Parigi, nel 1787, Jefferson fu raggiunto dalla figlia di nove anni Martha Jefferson Randolph e, successivamente, dalla sua schiava Sally Hemings. Jefferson forzò la giovane ad avere una relazione con lui: all'epoca l'uomo aveva 44 anni, mentre Sally appena 14. Dal padrone Sally avrebbe avuto sei figli.
Sempre nello stesso periodo Jefferson effettuò anche numerosi viaggi in Italia settentrionale e in Francia meridionale, dove studiò a fondo l'architettura e le diverse opere d'arte locali. Intraprese altresì dei viaggi in Belgio e nei Paesi Bassi, fino a spingersi ai confini con la odierna Germania.
Sempre durante il suo periodo in Francia, Jefferson divenne partecipe della rivoluzione francese, che appoggiò per quanto poté e per quanto gli consentiva la sua posizione di diplomatico. In tale occasione diede importanti contributi nell'elaborazione delle riflessioni riguardo ai diritti umani, prima di lasciare la Francia nel settembre del 1789 per ritornare in patria.
Dopo il suo ritorno, Jefferson fu nominato da George Washington Segretario di Stato. In questo ruolo, Jefferson divenne assieme al suo collega, l'allora Segretario al Tesoro Alexander Hamilton, il braccio destro di Washington. Ciò però non poté impedire che con il passare del tempo si creassero posizioni di contrasto tra Hamilton e Jefferson. Così, se ad esempio Hamilton era favorevole alla creazione di una banca centrale, Jefferson sosteneva che la vigente costituzione non dava l'autorità necessaria al governo per poterla creare. Un altro punto di attrito tra i due riguardava il sovvenzionamento dell'industria americana da parte dello Stato: mentre il newyorkese Hamilton era favorevole, Jefferson, originario di una famiglia di ricchi proprietari terrieri e di schiavi, era propenso a favorire l'agricoltura e gli interessi degli agricoltori. Infine, se Jefferson era fortemente filo francese, Hamilton rivendicava le origini anglosassoni del suo paese, favorendo rapporti più stretti con la Gran Bretagna.
Le divergenze tra i due sfociarono infine con la formazione di due schieramenti contrapposti, che portarono alla creazione dei primi due partiti d'America. Jefferson divenne così, con l'aiuto di James Madison e James Monroe, il fondatore del Partito Democratico-Repubblicano, mentre Hamilton fu il fondatore del Partito Federalista. Nonostante i numerosi tentativi di mediazione del presidente per mitigare gli animi, gli attriti tra i due partiti proseguirono fino al 1793, anno in cui, deluso dall'atteggiamento del suo rivale e del fatto di non essere riuscito a pervenire a un accordo, Jefferson si ritirò dalla scena politica, ritornando a vita privata nella sua casa di Monticello, dove si dedicò all'ampliamento della sua tenuta.

#### Vicepresidenza

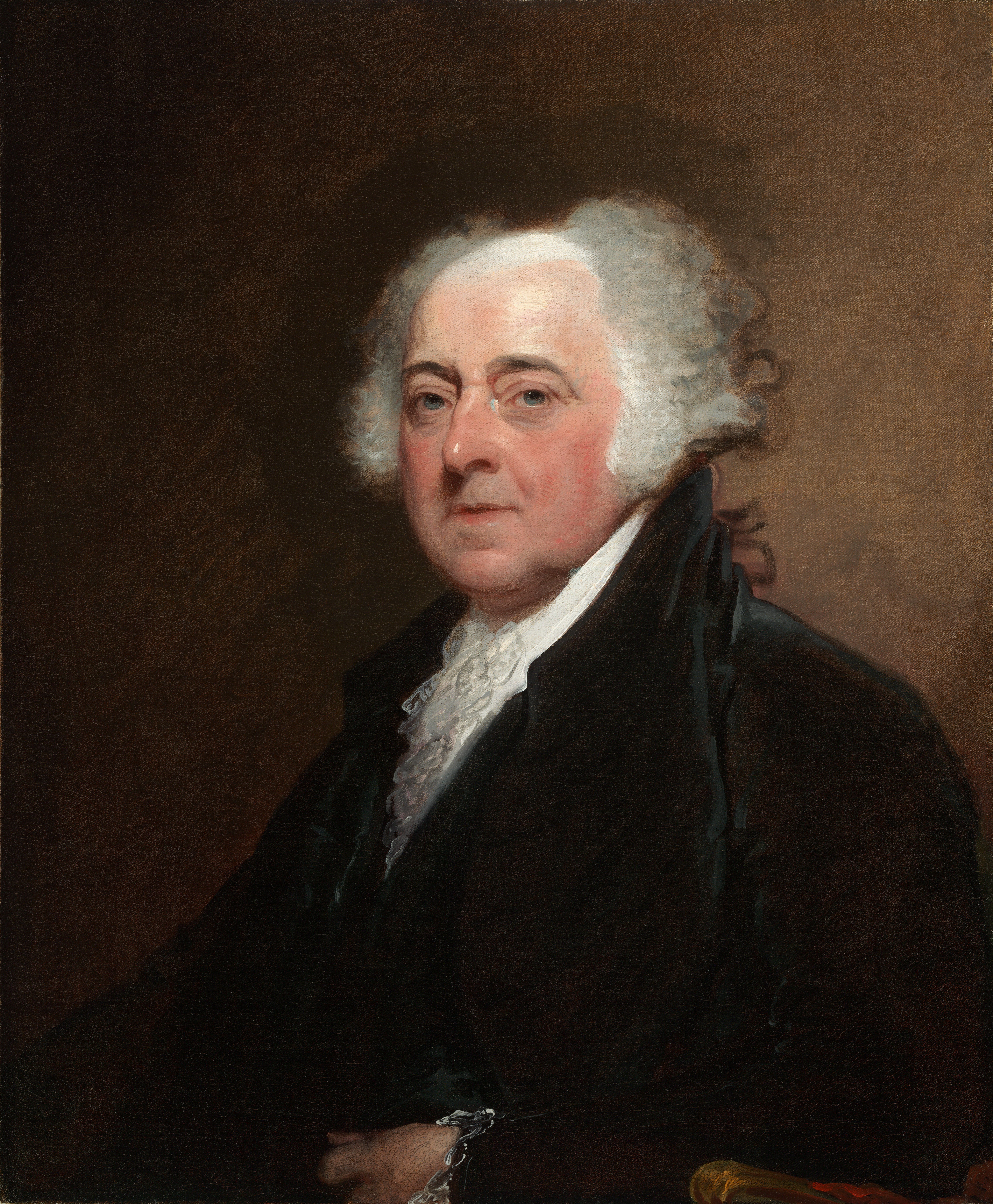
John Adams, l'avversario politico di Jefferson dal 1796 al 1800

Anche questa assenza dalla scena politica fu breve. Tre anni più tardi fu nominato dal Partito Democratico-Repubblicano candidato alle elezioni presidenziali. Il meccanismo elettorale per l'elezione alle cariche di presidente e vicepresidente all'epoca era il seguente: il candidato col maggiore numero di voti diveniva Presidente degli Stati Uniti, mentre diveniva automaticamente vicepresidente il candidato che aveva ricevuto il secondo maggior numero di voti. Questo permetteva di fatto che potessero essere eletti due candidati di schieramenti diversi.
Proprio questo avvenne nel 1796, quando John Adams divenne Presidente con 71 voti, mentre il suo candidato per la vicepresidenza, Thomas Pinckney, perse con 59 voti contro Jefferson che lo sopravanzò per soli nove voti di preferenza; Aaron Burr, il candidato alla vicepresidenza di Jefferson, giunse quarto con 30 voti.
Nella veste di vicepresidente Jefferson aveva il compito di presiedere il Senato. Durante questo periodo pubblicò un manuale sulle procedure parlamentari, dal titolo A Manual of Parliamentary Practice.
Sempre durante il mandato di Adams, le relazioni tra Francia e Stati Uniti si inasprirono, tanto che nel 1798, a seguito dello scandalo internazionale noto come "affare XYZ", si era giunti a uno stato di guerra, successivamente denominata quasi-guerra. A causa del clima teso, in risposta alle minacce francesi, il Congresso approvò le quattro leggi note unitariamente con il nome di Alien and Sedition Acts. Queste davano al Presidente il potere di arrestare ed espellere cittadini che provenivano da paesi ritenuti ostili, oltre a proibire la pubblicazione di articoli che incitassero alla critica ingiustificata nei confronti dei funzionari di Stato, introducendo per la prima volta nella storia americana il reato di vilipendio.
In particolar modo da parte del Partito Democratico-Repubblicano queste nuove leggi furono interpretate come un attacco diretto nei confronti della libertà dei cittadini. Secondo Jefferson, infatti, tali leggi erano in contrasto con il primo emendamento della Costituzione, che garantiva il diritto di stampa e di pensiero. Jefferson e Madison presero quindi la decisione nel 1798 di deliberare per gli Stati della Virginia e del Kentucky le cosiddette Risoluzioni del Kentucky e della Virginia (Kentucky and Virginia Resolutions). Come nel dibattito al riguardo della creazione di una Banca centrale, Jefferson si basò sul principio che il rapporto tra il potere centrale e quello dei singoli Stati federali fosse regolato da un patto e che le competenze che riguardavano il potere centrale fossero applicabili solo laddove la costituzione esplicitamente lo prevedesse: ogni decisione presa al di fuori dell'area di competenza assegnata dalla costituzione sarebbe stata quindi una palese violazione di quest'ultima. Alla fine fu Madison a placare gli animi, riassumendo le idee di Jefferson in forma più pacata. Due anni più tardi, alla fine del primo mandato di Adams, furono indette nuove elezioni presidenziali, alle quali il Partito Democratico-Repubblicano si presentò con gli stessi candidati della precedente elezione, mentre il Partito Federalista decise di candidare Adams e Charles Cotesworth Pinckney.

### Presidenza

#### Elezione a presidente

Gli esiti elettorali dell'elezione presidenziale del 1800

Le elezioni presidenziali dell'anno 1800 furono certamente tra le più turbolente mai viste nella storia degli Stati Uniti, con calunnie e attacchi personali da ambo le parti. I democratici repubblicani, delusi dalla politica di Adams, ma in particolar modo dagli Alien and Sedition Acts, accusarono il Partito Federalista di tendenze monarchiche, mentre secondo i federalisti le posizioni del Partito Democratico-Repubblicano erano decisamente troppo estreme. Anche tra gli alleati di Adams si levarono pesanti critiche nei suoi confronti. Il Presidente, che era stato sempre ritenuto un moderato, si era invece rivelato capace di sostenere posizioni molto estreme, deludendo di conseguenza una parte del suo elettorato, e ciò spinse lo stesso Hamilton ad impegnarsi affinché Adams venisse sostituito da Pinckney nella corsa alla presidenza, pubblicando una lettera nella quale lo criticava aspramente.
A causa delle continue controversie all'interno del Partito Federalista, le elezioni del 1800 furono infine vinte dai repubblicani, ma per via dell'allora vigente sistema elettorale entrambi i candidati democratici repubblicani (Jefferson e Burr) si aggiudicarono ciascuno le cariche di Presidente e vicepresidente con 73 voti. Secondo l'allora vigente costituzione, spettava alla Camera dei rappresentanti decidere chi dei due candidati dovesse ricevere il mandato presidenziale e chi quello di vicepresidente. Tuttavia a quell'epoca la maggior parte dei seggi nella Camera dei rappresentanti era occupata da membri del Partito Federalista, che non vedevano in Jefferson e tanto meno in Burr dei degni successori di Adams. Questa situazione apparentemente paradossale si cristallizzò in una situazione di stallo, nella quale entrambi i contendenti non riuscivano a ottenere una maggioranza sufficiente per la proclamazione a Presidente. A questa situazione provvide a mettere fine un gruppo di deputati federalisti, che trovò una via per fare eleggere Jefferson e allo stesso tempo salvare la faccia. Al termine della trentaseiesima votazione, quando si era giunti nuovamente a una situazione di parità, essi decisero di astenersi dalla votazione seguente, permettendo a Jefferson di ricevere la maggioranza necessaria per essere eletto.
In seguito a tale evento, che aveva delineato una situazione di stallo quasi irrisolvibile, si decise di modificare l'iter delle elezioni presidenziali tramite il dodicesimo articolo della Costituzione statunitense. Con l'elezione di Jefferson a Presidente, il Partito Democratico-Repubblicano interruppe l'egemonia del Partito Federalista, ponendo nel giro di pochi anni fine alla maggioranza parlamentare federalista. Per il successivo quarto di secolo sarebbe quindi rimasto in carica sempre un Presidente democratico repubblicano, fino a quando nel 1825 venne eletto Presidente degli Stati Uniti il federalista John Quincy Adams.

#### Primo mandato da presidente

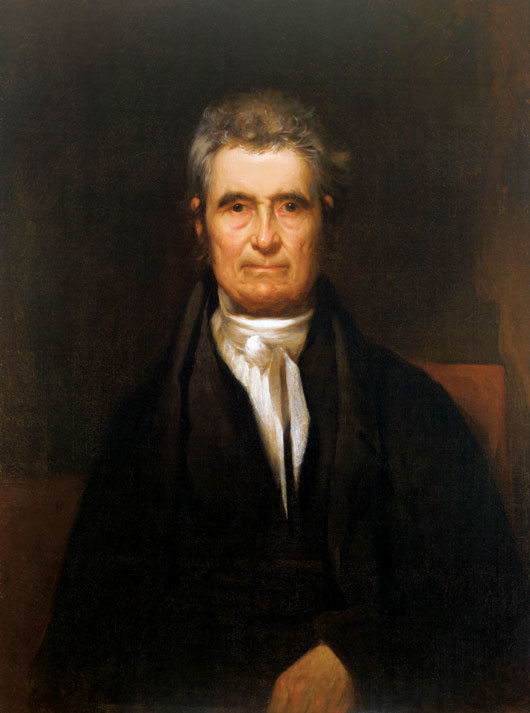
John Marshall primo giudice della corte suprema durante il primo mandato di Jefferson

Jefferson fu proclamato presidente degli Stati Uniti il 4 marzo 1801 e ben presto dovette occuparsi delle cosiddette nomine di mezzanotte. Negli ultimi giorni prima che terminasse il mandato di Adams, l'amministrazione federalista uscente aveva nominato, nel tentativo di ostacolare la nuova amministrazione che si sarebbe insediata da lì a poco, un gran numero di giudici federali (naturalmente su posizioni ad essa gradite), tra i quali il nuovo Presidente della Corte suprema, John Marshall. Jefferson contestò la validità di queste nomine, sostituendo i giudici nominati. Il tutto culminò infine alcuni mesi più tardi nella famosa sentenza della Corte suprema, nota anche come caso Marbury contro Madison, anche se di fatto la "guerra contro la magistratura" finì solo quando Jefferson si rassegnò, non essendo riuscito a far dimettere alcuni giudici particolarmente ostili della Corte suprema, chiudendo di fatto la questione. Se pure alla fine l'amministrazione di Jefferson uscì sconfitta da tale episodio, il supporto delle corti federali a livello politico si rivelò di secondaria importanza, tanto che nonostante Madison avesse formalmente perso la causa nei confronti di Marbury, questo evento non impedì che otto anni più tardi venisse eletto alla Casa Bianca come successore di Jefferson.
Uno degli eventi più importanti durante la presidenza di Jefferson fu certamente l'acquisto della Louisiana dalla Francia per 22,5 milioni di dollari. Con l'intenzione di espandere il territorio degli Stati Uniti Jefferson inviò nel 1801 Robert R. Livingston in Francia per condurre le trattative per l'acquisto della città di New Orleans. Livingston però si vide inizialmente contrapporre un deciso rifiuto da parte francese, fatto che spinse Jefferson a mandare Monroe in suo aiuto a Parigi. Nel frattempo, però, al momento dell'arrivo di Monroe in Francia la posizione dei francesi circa la vendita di New Orleans era cambiata. Napoleone e il suo ministro degli Esteri, Charles-Maurice de Talleyrand, avevano rivalutato l'offerta americana, pensando di vendere l'intera Louisiana agli Stati Uniti. Questo avrebbe permesso a Napoleone di finanziare le sue campagne di guerra, consentendo agli Stati Uniti di raddoppiare il proprio territorio. Alla fine, dopo lunghe trattative, la Louisiana fu ceduta agli Stati Uniti al prezzo di 22,5 milioni di dollari, equivalenti a sette dollari per chilometro quadrato.
Nonostante l'entusiasmo iniziale da parte di Jefferson per quanto riguardava l'offerta francese, sia Jefferson che Madison nutrivano seri dubbi sul fatto che la costituzione permettesse al congresso di acquistare porzioni di territorio da un altro paese, tanto che Jefferson richiese una modifica della costituzione con l'aggiunta di un paragrafo che esplicitamente prevedesse tale eventualità, anche se poi in definitiva decise di accettare l'offerta francese senza che la costituzione fosse modificata. Il contratto di vendita fu ratificato il 30 aprile 1803 dal Congresso e il 20 ottobre dello stesso anno dal Senato.

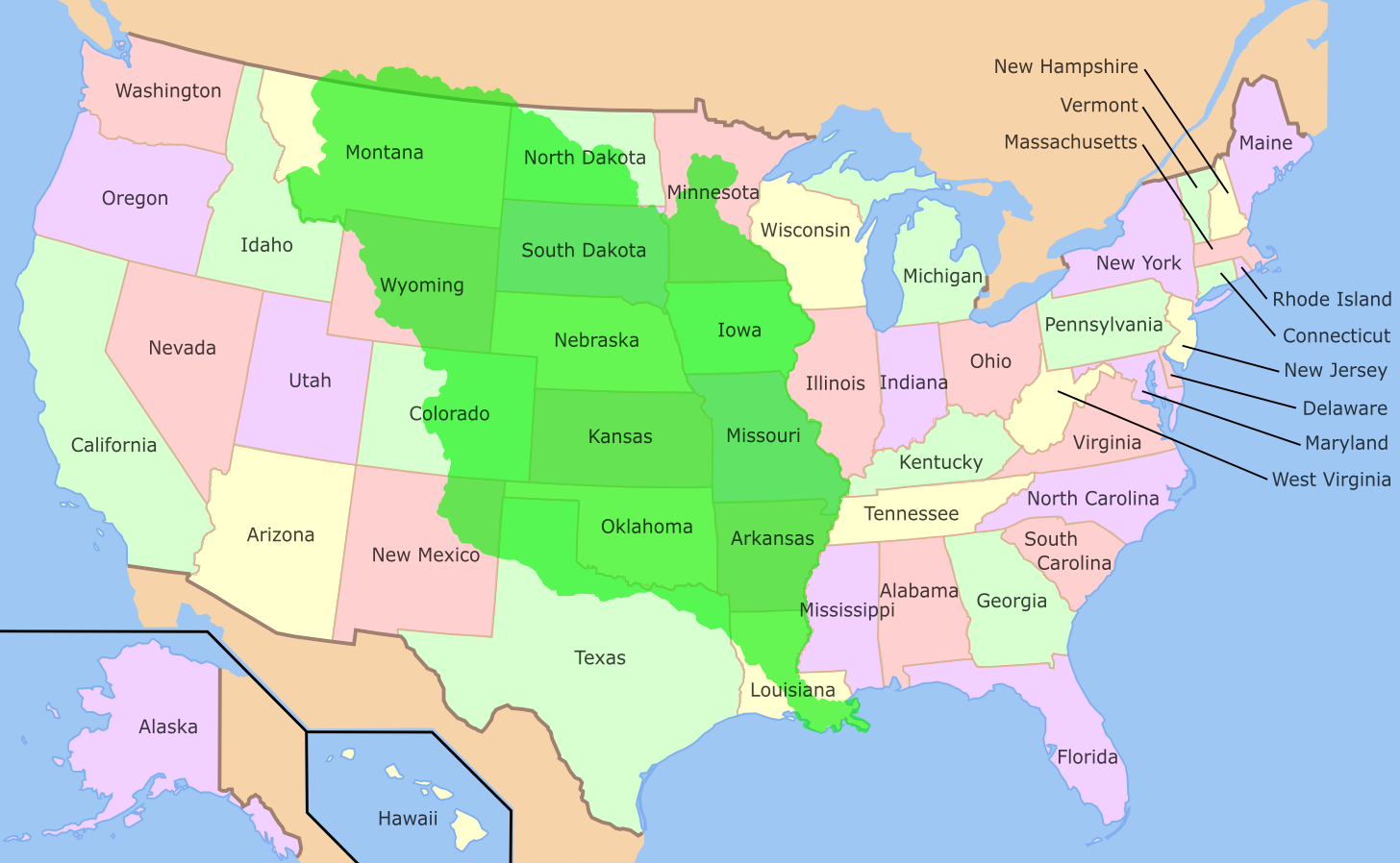
I territori acquistati dagli Stati Uniti mediante il Louisiana Purchase (indicati in verde)

Un altro fondamentale episodio della presidenza di Jefferson fu l'esplorazione del nord-ovest del paese, avvenuta in seguito all'acquisto della Louisiana. La spedizione di Lewis e Clark, comandata dagli ufficiali Meriwether Lewis e William Clark, diede il via alla conquista dell'ovest e allo sterminio e all'oppressione dei nativi americani che abitavano da sempre quei luoghi. Lewis e Clark furono incaricati di esplorare una via navigabile che portasse dall'entroterra alla costa pacifica. Durante questa spedizione, che durò dal maggio del 1804 fino al settembre del 1806, Clark poté esaminare la fauna e la flora dei nuovi territori, portando al suo ritorno sulla costa atlantica piante e animali fino ad allora sconosciuti al mondo della scienza.
Nel 1805 Jefferson attuò il primo intervento militare statunitense al di fuori del territorio nazionale, con il bombardamento di Tripoli nel corso della guerra barbaresca contro la guerra di corsa che minacciava i traffici commerciali americani nel Mar Mediterraneo. I corsari barbareschi controllavano il quadrante meridionale e centrale del Mediterraneo e pretendevano pedaggi per le navi che transitavano per le acque da loro controllate. Fino a quando gli Stati Uniti erano rimasti una colonia britannica, le navi mercantili americane godevano della protezione della Royal Navy, ma con la dichiarazione di indipendenza esse erano ormai prive di protezione, e gli assalti ai mercantili americani andarono rapidamente aumentando. La situazione raggiunse il culmine con la richiesta del Pascià di Tripoli di 225 000 dollari di tributo per liberare alcune navi americane aggredite, che si erano rifiutate di pagare il pedaggio. Jefferson rifiutò la richiesta e dichiarò guerra ai corsari. Dopo diverse battaglie si giunse infine a un accordo, che prevedeva lo scambio di trecento prigionieri americani in cambio di cento prigionieri tripolini e 60.000 dollari di risarcimento.
A parte questo episodio, Jefferson fu un pacifista convinto, tanto che ridusse considerevolmente le spese militari. Il resto della sua amministrazione fu occupato dal problema dei diritti di neutralità, che gli Stati Uniti rivendicavano di fronte a Francia e Gran Bretagna che all'epoca si trovavano in guerra fra loro.

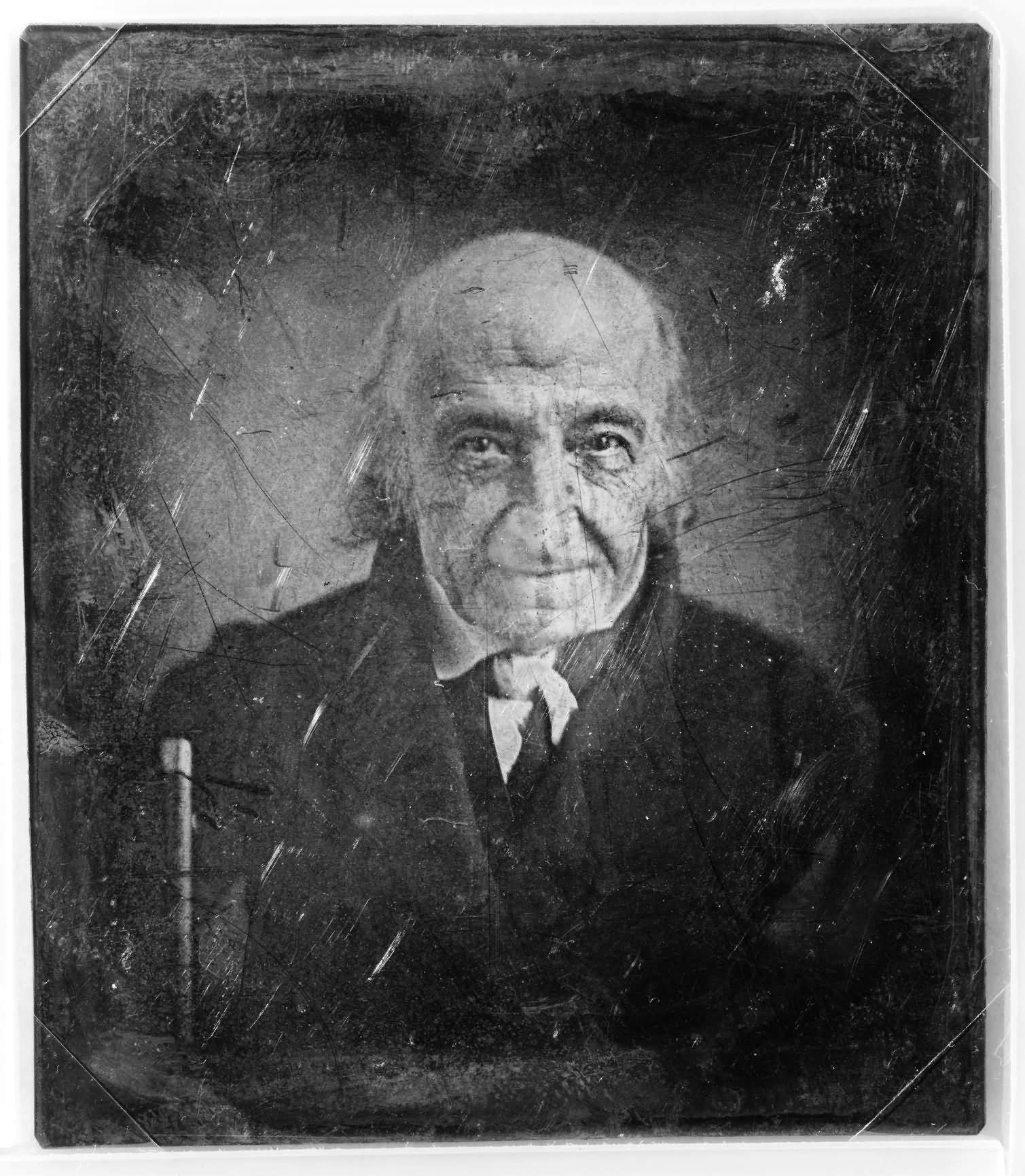
Albert Gallatin ministro del tesoro di Jefferson

Per quanto riguarda la politica interna, Jefferson si adoperò per abbattere il debito pubblico degli Stati Uniti accumulato durante i primi anni della giovane democrazia americana. Di fatto fu molto efficiente nel perseguire tale scopo, tanto che alla fine del suo mandato il debito risultava decisamente ridotto rispetto al livello di quando era stato eletto presidente. Tale merito va però riconosciuto in primis al suo ministro del tesoro Albert Gallatin, che rimase in carica fino al 1814, portandolo da 80 a 45 milioni di dollari.
Nonostante i suoi numerosi successi, Jefferson dovette anche incassare alcune sonore sconfitte da parte dell'opposizione federalista. Il 13 febbraio 1801 il Congresso, che all'epoca fruiva di una maggioranza federalista dei seggi, aveva varato il cosiddetto Judiciary Act of 1801 che creava una serie di nuove corti federali con tanto di giudici, il tutto messo in atto dai federalisti in extremis per ostacolare il presidente neoeletto. Complessivamente, con le nomine di mezzanotte Adams aveva nominato nelle ultime ore del suo mandato, durante la notte del 2 marzo 1801, 42 nuovi giudici federali, tra i quali il suo ministro degli esteri John Marshall, nominato Primo giudice della Corte suprema. A causa del poco tempo rimasto a disposizione di Adams per effettuare tutte le nomine necessarie, Marshall non riuscì a ricevere in tempo tutti i documenti necessari che lo qualificavano come primo giudice della Corte suprema, fatto che spinse Jefferson a definire nulla la nomina disposta da Adams. Di conseguenza William Marbury, uno dei giudici federali eletti da Adams, fece causa presso la Corte suprema nei confronti del nuovo ministro della giustizia James Madison, accusandolo di rifiutare di riconoscere la sua posizione di giudice federale. Nel processo seguente la Corte suprema però stabilì che non poteva giudicare in merito alla vicenda, in quanto tale caso non rientrava nelle proprie competenze. Tuttavia, prima che tale fatto emergesse, John Marshall, che ricopriva la carica di primo giudice della Corte suprema, riuscì a dimostrare che Madison aveva compiuto un illecito non riconoscendo la carica di giudice federale di Marbury. Se pure di fatto Marbury non poteva essere ancora nominato a tutti gli effetti giudice federale, in quanto privo dei documenti necessari, questo verdetto diede forza all'opposizione e a tutte le corti federali dove erano stati nominati giudici filofederalisti. Tale evento portò infine all'accusa e alla rimozione del giudice filorepubblicano John Pickering, per il quale si ottenne l'impeachment, finendo con l'essere rimosso dalla sua funzione di giudice.

#### Secondo mandato

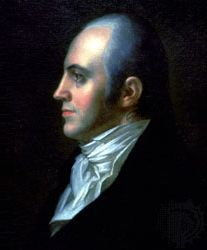
Aaron Burr fu vicepresidente durante il primo mandato di Jefferson

Alla fine del suo primo mandato, Jefferson si candidò nuovamente alle elezioni, questa volta nominando come suo vice non già Aaron Burr, bensì George Clinton. Infatti, in seguito al duello al quale aveva partecipato Aaron Burr e nel quale era stato ferito a morte Alexander Hamilton, Burr venne accusato di omicidio in due Stati federali e si dovette ritirare dalla scena politica, non potendosi ricandidare alla vicepresidenza.
I candidati federalisti invece erano Charles Cotesworth Pinckney e il senatore dello Stato di New York Rufus King. Jefferson e Clinton vinsero le elezioni con grande margine di vantaggio rispetto ai loro avversari, con un totale di 162 voti a favore, mentre Pinckney e King si dovettero accontentare di soli 14 voti a testa.
Ciononostante, il suo secondo mandato non fu più facile del primo. Inaspettatamente gli avversari più pericolosi questa volta provenivano dallo stesso schieramento di Jefferson. Attorno a John Randolph e ai suoi sostenitori, anche noti con il nome di Tertium Quids o Old Republican, i quali sostenevano che la politica di Jefferson si era avvicinata sempre più a quella dei federalisti, si era formata una temibile opposizione, che mise ripetutamente in seria difficoltà Jefferson. Tra gli argomenti che causarono i maggiori attriti tra gli schieramenti ci fu certamente quello che riguardava l'acquisto della Louisiana, dal momento che, come essi stessi sostenevano, la Costituzione non forniva i poteri necessari al parlamento per l'acquisto di nuovi territori. Successivamente la questione ritornò al centro dell'attenzione quando Jefferson cercò di acquistare dalla corona spagnola nuovi territori in Florida.
Un ulteriore problema che mise in difficoltà l'amministrazione di Jefferson derivò dal suo primo vicepresidente Aaron Burr che, dopo il duello con Hamilton, si diresse ad ovest per sfuggire alla condanna per omicidio al di fuori della giurisdizione degli Stati Uniti. Ben presto però giunsero voci a Washington che Burr volesse creare un proprio impero e stesse tramando contro il governo statunitense. Jefferson ordinò perciò di catturare Burr e di processarlo per alto tradimento, accusa per la quale Burr fu giudicato innocente, venendo nuovamente liberato.

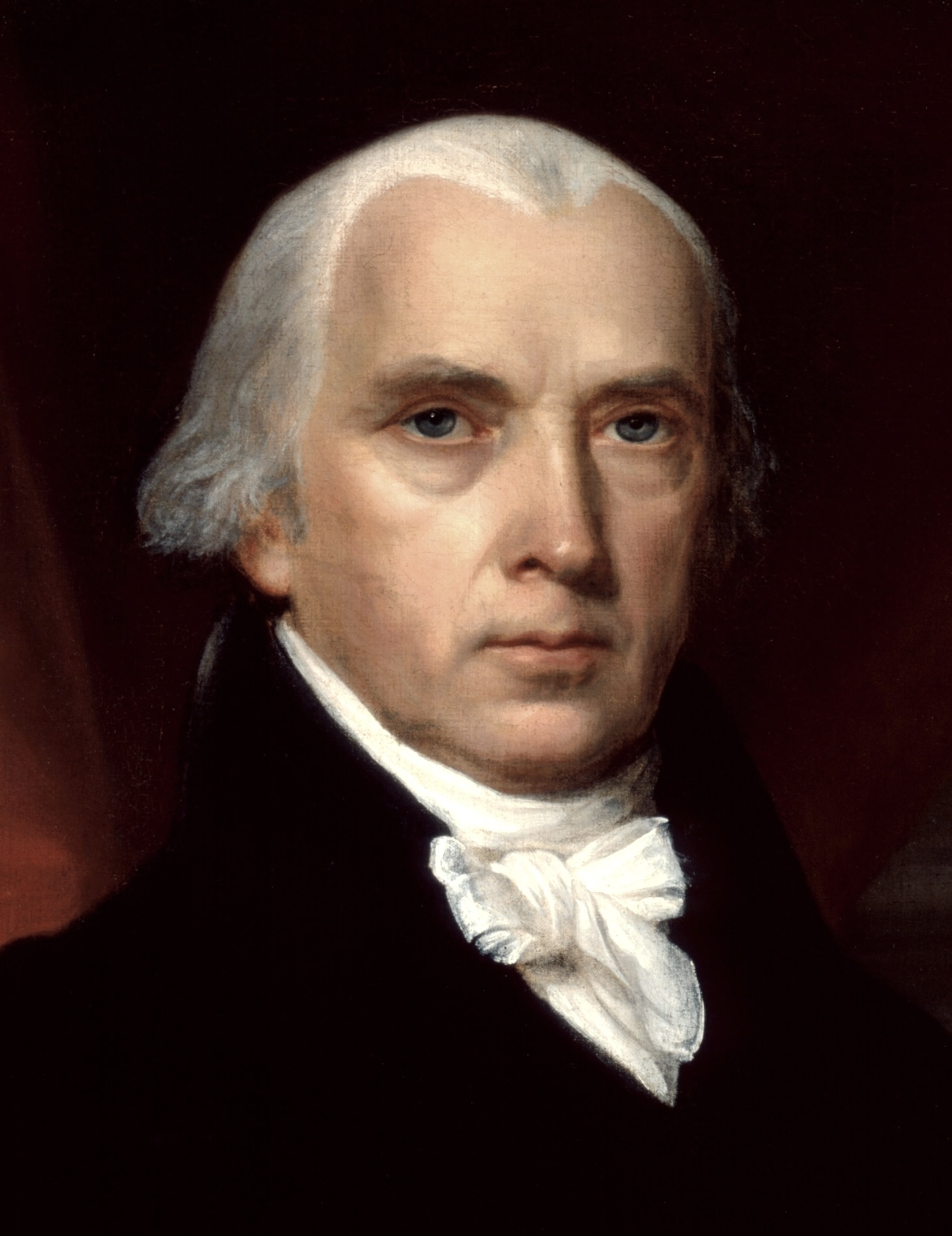
James Madison, successore di Jefferson alla presidenza, nonché suo stretto consigliere durante i suoi due mandati

Per quanto riguarda invece la politica estera, Jefferson seguì sempre il principio della non-ingerenza nelle vicende politiche europee, dottrina che più tardi divenne famosa con il nome di dottrina Monroe. Di conseguenza, per proteggere le navi mercantili statunitensi da eventuali attacchi britannici, Jefferson ratificò nel 1807 l'Embarg Act, che proibiva l'esportazione in Europa di beni prodotti negli Stati Uniti. Tale legge però non ebbe gli effetti desiderati e numerosi marinai persero il loro posto di lavoro. In New England ci fu di conseguenza una crisi economica senza precedenti e un fortissimo malcontento dilagò nella popolazione. Ciononostante da parte europea non ci fu alcuna reazione e nel 1809, dopo che il mandato di Jefferson era terminato, tale legge fu abolita, anche se gli assalti attuati dalla marina britannica non cessarono. Tali assalti causarono infine, tre anni più tardi, la guerra del 1812 tra Regno Unito e Stati Uniti.
Nel 1808 Jefferson varò anche una legge che proibiva l'importazione degli schiavi, ma già al momento in cui questa legge fu firmata si sapeva che essa sarebbe risultata del tutto inefficace, in quanto ben presto si sviluppò all'interno dei confini statunitensi un fiorente commercio di schiavi proveniente dagli Stati settentrionali. La nuova legge, che era stata introdotta per prevenire una possibile rivolta da parte degli schiavi, si era quindi rivelata quantomeno da questo punto di vista efficace, in quanto i commercianti di schiavi avevano osservato che gli afroamericani nati come schiavi risultavano meno rivoltosi degli schiavi importati da oltreoceano. Il 4 marzo 1809, dopo essere stato per otto anni in carica, terminò il suo secondo mandato, che ne segnò il ritiro dalla scena politica. Malgrado fosse stato nuovamente proposto per la carica presidenziale, Jefferson rifiutò la candidatura, sostenendo, come aveva anche fatto George Washington in precedenza, che era pericoloso accentrare il potere per troppo tempo nelle mani di un solo uomo.
Un aspetto curioso della carriera politica di Jefferson, che appare ancora più evidente durante il suo mandato da presidente, è dato dal fatto che Jefferson preferì, durante tutta la sua carriera politica, rivolgersi ai suoi concittadini tramite lettere pubbliche piuttosto che tenendo dei discorsi. Durante i suoi otto anni di mandato, infatti, tenne solo due discorsi. La causa di tale atteggiamento trova spiegazione nel fatto che Jefferson probabilmente soffriva di una lieve forma di sigmatismo.

### Gli anni successivi al ritiro dalla scena politica

#### Aspetti della vita privata di Jefferson

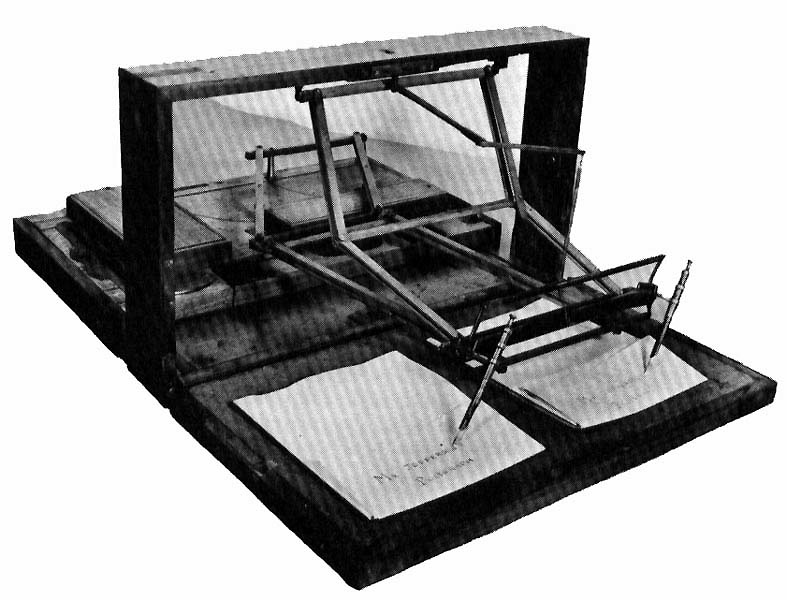
Il poligrafo sviluppato da Jefferson

Ritiratosi dalla scena politica al termine del suo secondo mandato, dopo la nomina di Madison come nuovo presidente degli Stati Uniti, Jefferson si dedicò completamente alla ristrutturazione della sua tenuta a Monticello, ispirandosi a Villa Capra detta la Rotonda di Andrea Palladio e al Pantheon a Roma.
Inoltre Jefferson ebbe un intenso scambio epistolare con molte persone influenti del suo periodo, per facilitare il quale inventò il cosiddetto poligrafo di Jefferson, un precursore della odierna fotocopiatrice.
Fino al 1800 Jefferson fu un intimo amico di Adams e di sua moglie Abigail. Con l'elezione a presidente e con i successivi attriti che si verificarono, la loro amicizia ne risentì, divenendo più tiepida. Nel momento in cui entrambi erano però usciti dalla scena politica, Jefferson ritenne opportuno riallacciare questa vecchia amicizia.
Un ulteriore progetto a cui Jefferson dava molta importanza era la creazione dell'Università della Virginia a Charlottesville. L'idea di fondare un ateneo in Virginia risaliva al 1770 e Jefferson poté dedicarvisi a tempo pieno al termine del suo mandato presidenziale. Su pressione di Jefferson e di un politico suo sostenitore, Joseph C. Cabell, il parlamento della Virginia decise di istituire una nuova università statale. Fu quindi convocata una commissione, che vide dal 1818 in poi Jefferson incaricato di presiederne i lavori. Come sovrintendente, Jefferson non esercitò solo una grande influenza sui futuri docenti della neo-fondata università, ma partecipò anche attivamente, assieme a Benjamin Latrobe, ai lavori di progettazione.

#### Gli ultimi anni di vita

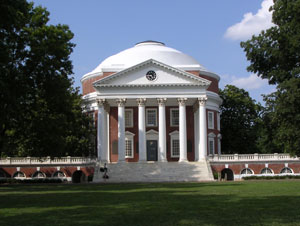
La Rotonda dell'Università della Virginia progettata da Jefferson

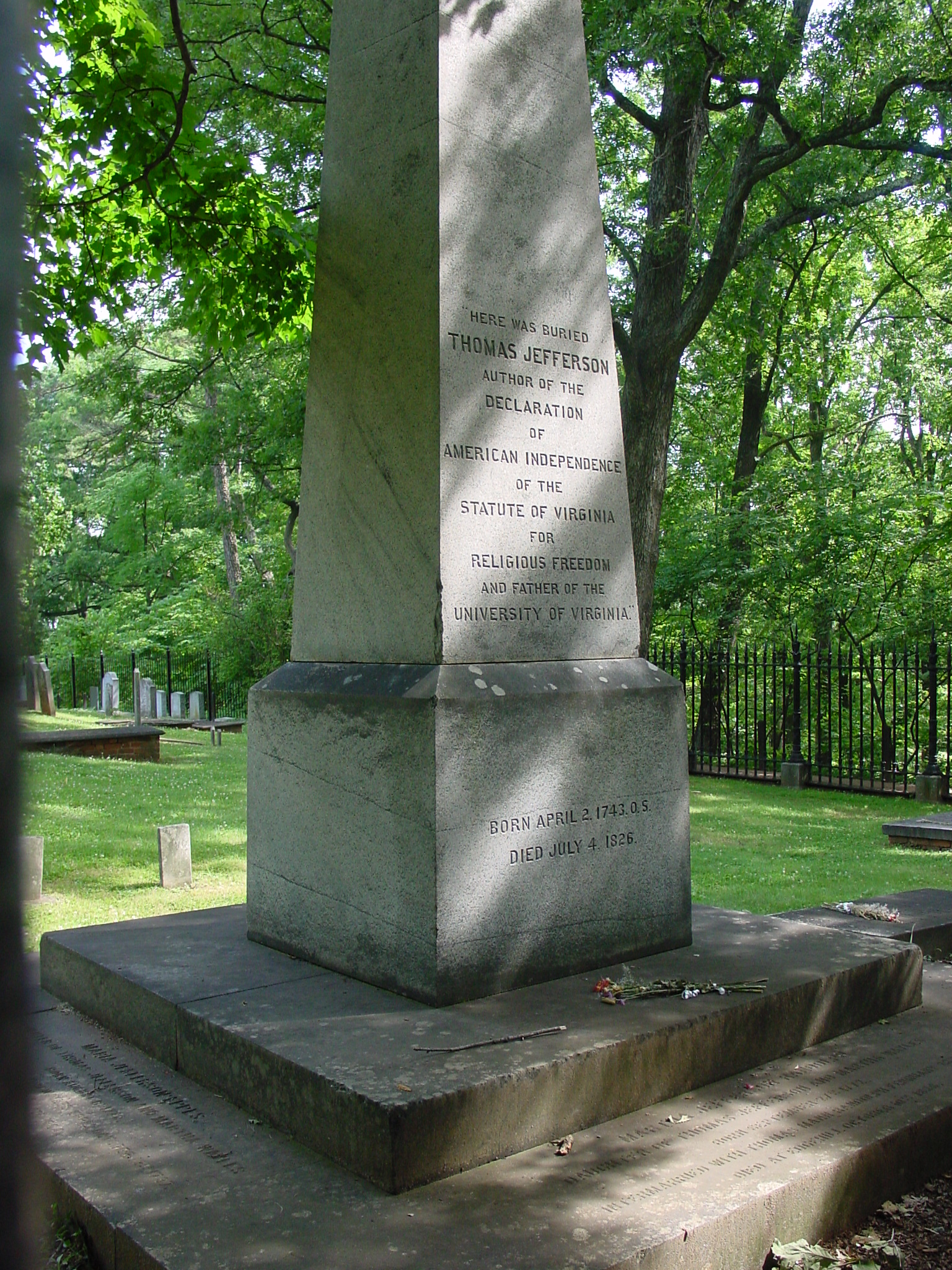
Tomba di Thomas Jefferson: l'iscrizione, come da lui voluto, recita Qui giace Thomas Jefferson, autore della Dichiarazione d'indipendenza degli Stati Uniti d'America, dello Statuto della Virginia per la libertà religiosa e padre dell'Università della Virginia.

Gli ultimi anni di vita di Jefferson furono abbastanza movimentati, nonché segnati da forti problemi finanziari. La ristrutturazione della sua tenuta di Monticello e il suo stile di vita piuttosto dispendioso lo avevano portato a dilapidare grandi cifre di denaro e ad accumulare molti debiti. Inoltre si fece carico anche dei debiti di un amico e la sua situazione economica collassò. Per fare fronte ai debiti fu costretto a vendere molte delle sue proprietà e infine parve quasi certo che dopo la sua morte anche la tenuta di Monticello non potesse andare agli eredi.
Ma anche alcune vicende politiche dell'epoca lo preoccupavano seriamente, prima tra tutte il cosiddetto compromesso del Missouri con il quale il congresso tentò di arginare lo schiavismo, concedendo però allo stesso tempo agli Stati del sud situati al di sotto del 36º parallelo di mantenere degli schiavi. Secondo Jefferson, infatti, non c'era nulla che il potere centrale potesse fare per arginare il diffondersi della schiavitù negli Stati Uniti, e tanto meno avrebbe potuto fare differenze tra i singoli Stati, concedendo agli uni diritti che negava agli altri.
Infine, ai molti problemi di Jefferson si aggiunsero anche problemi di salute che gli impedirono di partecipare al cinquantesimo anniversario della Dichiarazione di Indipendenza. In una lettera indirizzata a Roger C. Weightman, che lo aveva invitato a partecipare all'anniversario per la celebrazione della Dichiarazione, egli si rivolse ancora, per un'ultima volta, al popolo americano. Una settimana più tardi, il 4 luglio 1826, esattamente il giorno del cinquantesimo anniversario della Dichiarazione di Indipendenza, Jefferson morì. In quello stesso giorno morì anche il suo amico e avversario politico John Adams.
Dopo la sua morte tutti i suoi possedimenti vennero messi all'asta e nel 1831 anche gli ultimi terreni che erano rimasti fino alla sua morte di sua proprietà furono venduti ad un certo James T. Barclay per 7 000 dollari.
La salma di Jefferson fu sepolta a Monticello; nel suo testamento aveva inoltre disposto la donazione della sua casa al governo statunitense che, secondo le sue ultime volontà, la doveva utilizzare per ospitare un orfanotrofio adibito ad accogliere i figli degli ufficiali rimasti orfani. Infine, sempre secondo le ultime volontà di Jefferson, sulla sua lapide furono incise le seguenti parole:
Curiosamente, sempre secondo le sue ultime volontà, la data di nascita venne indicata secondo il calendario giuliano, come si può vedere dalle due iniziali O.S. che indicano Old Style.

## Convinzioni e ideali

### Ideali
Il pensiero di Jefferson fu fortemente influenzato dall'illuminismo, al punto che egli stesso definì John Locke, Francis Bacon e Isaac Newton, i tre più grandi uomini della storia. Fu inoltre un convinto sostenitore di un'America libera, composta da agricoltori liberi, fatto che lo spinse ad impegnarsi affinché ogni cittadino americano potesse acquisire un pezzo di terreno. Jefferson fu anche un convinto sostenitore del libero mercato. Durante la sua permanenza in Europa, in veste di emissario, aveva ratificato un accordo commerciale con la Prussia. La sua ferma convinzione che il liberismo fosse il futuro migliore per la neo-fondata nazione fu però anche alla base delle numerose divergenze avute con Hamilton. Hamilton, di origini newyorkesi e con una visione più conservatrice, si era dichiarato disposto a proteggere il settore manifatturiero americano anche a costo di introdurre dazi sui beni importati. Questa controversia fu infine alla base della guerra di secessione e delle differenze tra gli Stati del nord, per lo più industrializzati e privi di una componente agricola, e quelli del sud, fortemente legati all'agricoltura e privi di grandi complessi industriali e manifatturieri. Jefferson fu anche uno dei principali sostenitori del pensiero democratico e del riconoscimento dei diritti umani, una visione che probabilmente aveva maturato durante il suo periodo di diplomatico a Parigi, quando fu coinvolto nella rivoluzione francese.
Per quanto riguardava la politica interna, Jefferson fu un instancabile fautore del sistema federalista, nel quale i singoli Stati potessero godere di ampi margini di autodeterminazione. Egli stesso affermò, in occasione delle Kentucky Resolutions, che gli Stati Uniti erano una confederazione di singoli Stati indipendenti, uniti da un unico potere centrale, il quale poteva essere esercitato in ottemperanza agli articoli della costituzione e solo nei casi in cui la costituzione esplicitamente lo avesse previsto. La convinzione al riguardo di questo argomento da parte di Jefferson fu così forte che, qualora una decisione del Congresso non fosse stata prontamente sostenuta da un articolo della costituzione, egli era propenso ad annullarla. La visione di Jefferson si spinse fino al punto di sostenere che il potere centrale non potesse interferire con il potere legislativo dei singoli Stati, come d'altronde previsto dai primi accordi confederali che dettero vita agli Stati Uniti d'America. Tale posizione ebbe inoltre un'importanza non secondaria nella futura guerra di secessione e diede spunto ad innumerevoli dibattiti politici riguardo al potere centrale.
L'interpretazione estremamente restrittiva di Jefferson riguardo alla costituzione americana fu però anche alla base degli Alien and Sedition Acts, con i quali egli si oppose in modo deciso alla creazione di una Banca Centrale. Nonostante questa forte opposizione da parte sua, Jefferson non applicò mai durante i suoi otto anni di mandato la costituzione con eccessivo rigore, come aveva richiesto invece si facesse nel periodo in cui si trovava all'opposizione, tanto che, durante il suo primo mandato di presidente, permise l'acquisto della Louisiana senza prima modificare la costituzione. Altrettanto fece alla fine del suo mandato, quando tentò di decretare l'embargo nei confronti degli Stati europei, concedendo poteri eccezionali a esercito e marina, che consentissero loro di perquisire i cittadini americani senza un mandato (azione che era in palese contrasto con il Bill of Rights), atteggiamento che era stato da lui stesso criticato quando esso era stato adottato dalle forze armate britanniche nei confronti dei coloni americani. A causa di queste discrepanze tra ideali e politica reale, il sentimento americano nei confronti di Jefferson fu fortemente contrastante, tanto che si arrivò anche al punto di odiarlo. Ciononostante alla fine prevalse un sentimento positivo nei suoi confronti che gli permise di essere ancor oggi considerato uno dei più importanti presidenti degli Stati Uniti.

### L'opinione di Jefferson riguardo alla schiavitù

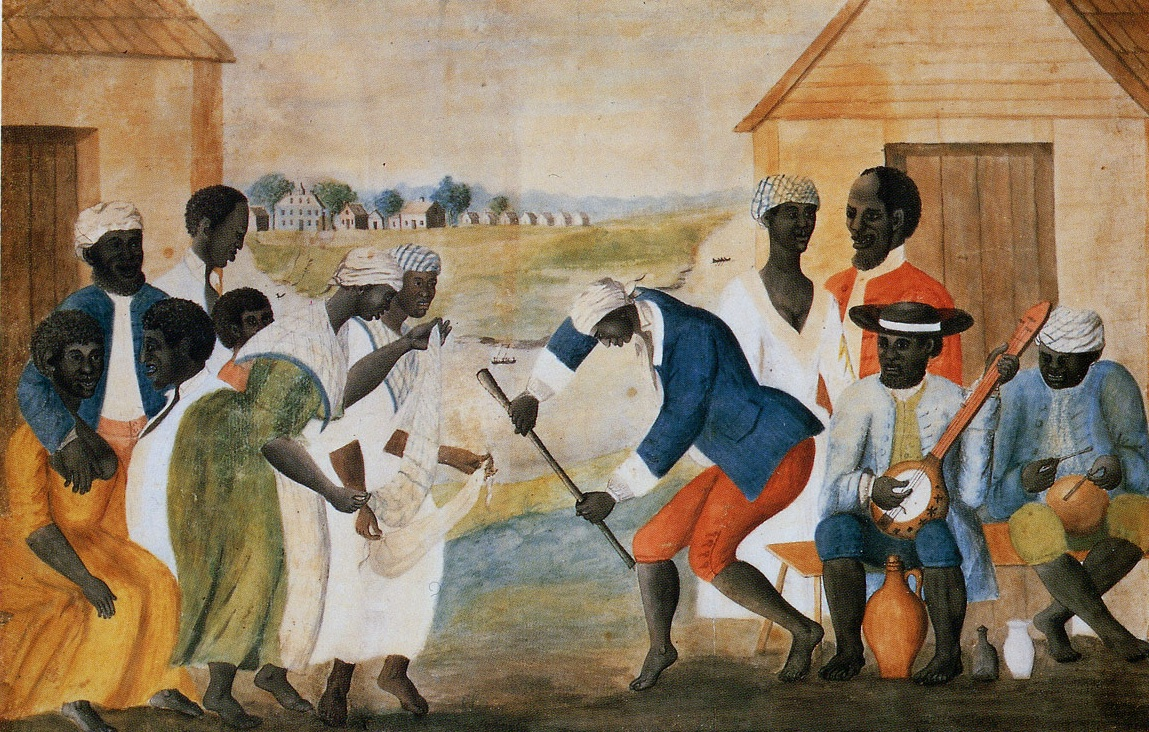
The Old Plantation, quadro del 1790 che ritrae alcuni afroamericani in una piantagione

Come molti ricchi proprietari terrieri dell'epoca anche Jefferson possedeva moltissimi schiavi. Nonostante fosse un convinto sostenitore dei diritti umani egli si oppose sempre in modo deciso a qualsiasi tentativo di abolire la schiavitù. Appare paradossale che egli negasse ai propri schiavi il diritto alla libertà, diritto che egli stesso aveva affermato essere fondamentale per ogni singolo individuo. Per comprendere queste forti contraddizioni tra ideali e vita reale si dovrà ricordare come numerosi dei padri fondatori degli Stati Uniti d'America fossero ricchi proprietari terrieri e proprietari di moltissimi schiavi. Fra essi spiccano, ad esempio, Benjamin Franklin, James Madison e George Washington (anche se Franklin liberò nel corso della sua vita tutti i suoi schiavi). Si ricorderà inoltre come la cultura dell'epoca considerasse gli schiavi neri come esseri inferiori, tanto da non essere paragonabili agli esseri umani.
Lo stesso Jefferson era consapevole di tale paradosso e, in un'occasione pubblica, affermò che mantenere in vigore la schiavitù era come tenere un lupo per le orecchie: si vorrebbe lasciare la presa, ma non lo si può fare per paura di essere divorati. Egli stesso, nei primi anni della sua carriera politica, quando era ancora deputato nella Camera Bassa della Virginia, aveva esortato la popolazione a liberare gli schiavi, malgrado egli in tale occasione non ne liberasse alcuno. Particolarmente forte è la discrepanza tra teoria e prassi nel suo libro Notes on the State of Virginia, nel quale attaccava apertamente la schiavitù ma sosteneva contemporaneamente la tesi che la popolazione di colore fosse inferiore alla popolazione caucasica.
Particolarmente controversa risulta infine la vicenda circa la relazione avuta con la schiava Sally Hemings, di appena 14 anni: ella, probabilmente sorellastra della moglie Martha Wayles, da Jefferson ebbe più di un figlio. Già all'epoca tale vicenda aveva suscitato scalpore nell'opinione pubblica. Da alcune ricerche condotte negli ultimi anni con l'ausilio della prova del DNA si ha quasi la certezza che Jefferson fosse il padre dei figli avuti dalla schiava-amante-mezza cognata acquisita Sally Hemings. Inoltre, Jefferson non liberò mai Sally, né riconobbe i figli avuti con lei.

### L'opinione di Jefferson riguardo ai nativi americani
L'espansione degli Stati Uniti verso occidente vide nell'acquisto della Louisiana da parte di Jefferson uno dei suoi momenti certamente più significativi. Inevitabilmente però si scatenarono conflitti tra le popolazioni native che abitavano quei territori e i coloni venuti da oriente. Jefferson nutrì subito un grande interesse verso la cultura di queste popolazioni, tanto da definire un discorso tenuto dal capotribù Logan equivalente ai discorsi di Demostene e Cicerone. Dal 1780 aveva iniziato a mettere insieme liste standardizzate di parole indiane, ma al tempo stesso definì barbariche e selvagge, a causa del loro stile di vita seminomade, le tribù che vivevano nel nord del paese. In completo contrasto con l'opinione di molti suoi contemporanei, sostenne anche che i nativi americani fossero intellettualmente alla pari degli europei. Fortissimo fu poi il tentativo di integrare gli indiani nella società per evitare la loro estinzione. Per accelerare questo processo, inviò (analogamente a quanto avevano fatto i suoi predecessori) numerosi pastori nelle terre appena conquistate per convertire gli indiani al Cristianesimo. Nonostante tutti i suoi sforzi, la sua politica fallì a causa dell'elevatissimo numero di coloni che si espansero nelle nuove terre a scapito delle popolazioni indiane indigene.
A partire dalla presidenza di Jefferson, la politica statunitense aveva permesso ai nativi americani di rimanere ad est del Mississippi venendo assimilati o "civilizzati". Il piano originario era di convincere i nativi ad adottare uno stile di vita agricolo sedentario, in gran parte dovuto al "decremento della materia prima che rese la caccia insufficiente per vivere". L'idea di Jefferson era che assimilandoli nella cultura agricola, sarebbero diventati economicamente dipendenti dal commercio con i bianchi, ed avrebbero quindi condiviso la terra in cambio di beni. In una lettera del 1803 indirizzata a William Henry Harrison, Jefferson espose questo concetto. Viene anche proposta l'idea di spingere oltre il Mississippi coloro che non si adeguavano alle tradizioni dei bianchi.
Nella Dichiarazione d'indipendenza del 1776, Jefferson delineò il profilo della nuova nazione americana, definendo gli indiani d'America come "spietati selvaggi" da eliminare o educare.

### L'atteggiamento di Jefferson nei confronti della religione
Meno controverso fu l'atteggiamento di Jefferson, grande fautore di uno Stato laico, nei confronti della religione e del rapporto tra Chiesa e Stato. Jefferson, autore dell'opera Virginia Statute for Religious Freedom pubblicata nel 1779, sostenne in una lettera pubblica che nessun uomo deve rendere conto ad altri per la sua fede e per le sue convinzioni religiose.
In gioventù era anglicano; successivamente e fino alla sua morte Jefferson fu inoltre ufficialmente membro della chiesa episcopale, anche se in una famosa dichiarazione definì il cristianesimo come un sistema perverso. Egli apprezzava la figura di Gesù e amava la Bibbia, in particolare i Vangeli, ma provava avversione per il clero e i dogmi che l'illuminismo definiva superstizione. Particolarmente critico si dimostrò nei confronti del Calvinismo, scrivendo che "se mai un uomo adorò un falso dio, egli (Calvino) lo fece". Cercò anche di pubblicare una traduzione del Nuovo Testamento che risultava drasticamente più corta del testo originale. In questa versione, pubblicata dopo la sua morte sotto il titolo di Jefferson Bible, Jefferson riduce drasticamente gli eventi soprannaturali della Bibbia, considerati falsi sulla scia del deismo, la religione "naturale" e razionalista di Newton e Voltaire, che egli aveva letto e apprezzato. In Francia aveva conosciuto intellettuali illuministi ed ebbe anche una corrispondenza con Denis Diderot. Benché qualcuno lo avvicini alla spiritualità e alla visione della massoneria (Jefferson avrebbe partecipato a riunioni della loggia delle Nove Sorelle di Parigi, la stessa di cui fece parte Voltaire), non esistono documenti di affiliazione che leghino il suo nome all'associazione.

## Jefferson uomo di cultura e scienziato

### Personalità poliedrica

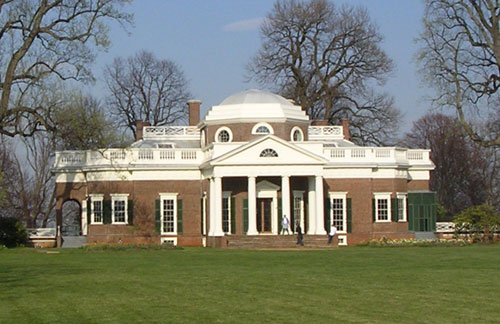
La tenuta di Monticello progettata da lui stesso

Jefferson ebbe una formazione estesa sia nel campo scientifico che in quello umanistico. A partire dal 1780 fu membro della American Philosophical Society della quale fu presidente dal 1797 fino al 1815. Inoltre Jefferson è ritenuto uno dei pionieri dell'archeologia statunitense, poiché condusse ricerche sulle tombe indiane dell'epoca nei pressi di Monticello. Fu quindi anche uno dei primi ad utilizzare un metodo ritenuto oggi precursore della dendrocronologia, studiando l'età degli alberi che si trovavano sui tumuli sotto i quali erano stati sepolti i nativi. Fu inoltre un appassionato biologo. Nel 1799 fu nominato in suo onore il Megalonyx jeffersoni, un antico antenato, ormai completamente estinto, dell'odierno bradipo.
Jefferson fu anche un appassionato architetto. Oltre alla costruzione dell'Università della Virginia e alla ristrutturazione della sua tenuta di Monticello, partecipò anche alla progettazione del Campidoglio di Richmond, in Virginia. Se pure i suoi contributi nel campo dell'architettura siano stati relativamente modesti rispetto a quelli prodotti in molti altri campi, Jefferson viene spesso ritenuto il padre fondatore dell'architettura negli Stati Uniti con la fondazione dello Stile Jeffersoniano, il primo stile architettonico autenticamente statunitense dopo il periodo coloniale.

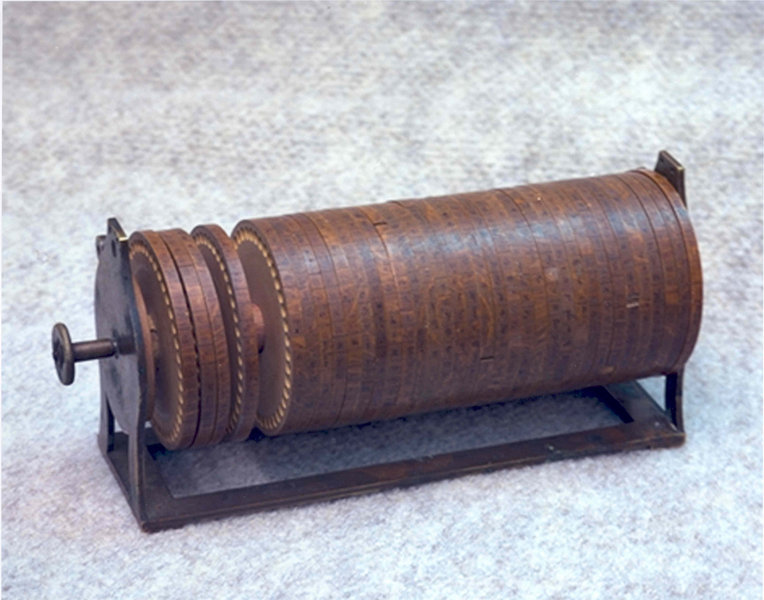
Rullo di Jefferson

Inoltre Jefferson si mise in luce anche come inventore. Oltre al poligrafo da lui prodotto, inventò un attaccapanni ancora oggi utilizzato. Tra le sue invenzioni più famose spicca certamente un cifrario, noto con il nome di Wheel Cypher, più tardi divenuto anche famoso come rullo di Jefferson. Lui stesso non utilizzò mai questo apparecchio ma fino alla seconda guerra mondiale il rullo di Jefferson fece da base per molti apparecchi usati dall'esercito degli Stati Uniti per cifrare e decifrare i messaggi in codice.
Jefferson fu anche un entusiasta viticoltore, anche se in questo campo non ebbe troppo successo. Ritornato dalla Francia, Jefferson avrebbe cercato di avviare una tenuta vitivinicola a Monticello, ma con scarso successo. Convinto da Benjamin Franklin e finanziato da Thomas Adams, amico mercante di Thomas Jefferson, il 2 settembre 1773 un viticoltore toscano di nome Filippo Mazzei partì per la Virginia con viti europee. Mazzei era diretto nella contea di Augusta, dove l'Assemblea legislativa della Virginia gli aveva promesso dei terreni. Lungo la strada, Mazzei e Adams si fermarono a Monticello, dove Thomas Jefferson convinse Mazzei a diventare suo vicino e gli donò 193 acri a sud di Monticello - parte dell'attuale tenuta Jefferson Vineyards. L'anno successivo Mazzei acquistò un ulteriore appezzamento di 281 acri da Edward Carter. Costruì una casa che chiamò Colle e mise i suoi uomini a dissodare la terra e piantare viti. Oggi, dove Thomas Jefferson e Filippo Mazzei scelsero il terreno per coltivare uva, sorge la Jefferson Vineyards, all'epoca prima azienda vinicola della Virginia.
Inoltre sempre durante la sua permanenza in Francia egli avrebbe acquistato una enorme collezione di pregiatissime bottiglie di vino che egli stesso avrebbe poi successivamente marcato con le proprie iniziali. Alcune delle bottiglie sono giunte fino ai giorni nostri e sono di proprietà di alcuni collezionisti, anche se non è del tutto escluso che si tratti di falsi.
Infine Jefferson fu anche un accanito lettore e la sua biblioteca privata a Monticello comprendeva oltre 6 500 volumi. Dopo l'incendio del 1812 avvenuto nel corso della guerra anglo americana e nel quale andò quasi completamente distrutta l'intera biblioteca del Congresso, Jefferson offrì al Congresso di acquistare la sua biblioteca privata che vantava oltre il doppio dei volumi della Library of Congress di Washington D.C.

### L'eredità intellettuale di Jefferson

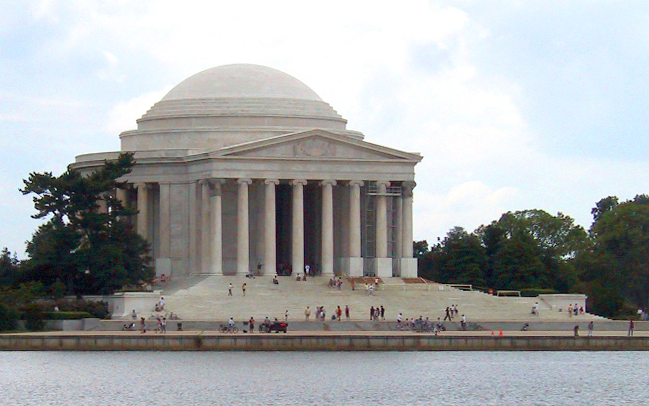
Il Jefferson Memorial eretto in suo onore

Jefferson fu sottoposto, già dai suoi contemporanei, a forti critiche, che raggiunsero l'acme dopo la sua morte. Allo stesso tempo fu però anche elogiato da molti, in particolare da Andrew Jackson che, a capo del Partito Democratico, lo vide come il fondatore di questo partito e lo fece apparire come l'idolo dei democratici. Paradossalmente però il Partito Democratico non era l'unico partito a rivendicare l'eredità di Jefferson, poiché anche il neonato Partito Whig rivendicava gli ideali di Jefferson.
La sua figura divenne di centrale importanza durante un'importante crisi politica nel corso del 1832-1833 riguardo ai poteri e ai diritti dei singoli Stati nei confronti del potere federale centrale. Le posizioni sostenute da Jefferson durante la sua vicepresidenza e la sua stretta interpretazione della Costituzione avevano spinto alla formazione di un gruppo di parlamentari detti anche "i nullificatori", i quali tentarono sistematicamente di annullare tutte le decisioni prese dal Congresso rifacendosi a quanto detto da Jefferson e sostenendo che il Congresso avesse una sua competenza solo nel caso in cui fosse esplicitamente previsto dalla Costituzione. Come esempio furono prese dai nullificatori le Kentucky Resolutions del 1798/1799 nelle quali Jefferson citò esplicitamente il diritto di autodeterminazione dei singoli Stati. Se pure successivamente lo stesso Jefferson intervenne per scongiurare il pericolo di un ostruzionismo da parte dei nullificatori, che avrebbe portato alla paralisi della macchina burocratica, smentendo quanto affermato dai nullificatori e sostenendo che tali azioni erano in palese contrasto con quanto da lui sostenuto, le Kentucky Resolutions furono più tardi anche strumentalizzate dagli Stati secessionisti per giustificare la guerra di secessione.
Oltre al Partito Democratico e a quello Whig, anche il nuovo Partito Repubblicano, nonostante fosse composto da molti ex-federalisti, rivendicò all'atto della propria fondazione nel 1854 gli ideali di Jefferson e la sua eredità intellettuale. Paradossalmente il Partito Repubblicano si identificò con le condanne di Jefferson nei confronti della schiavitù.
Infine gli stessi Stati secessionisti durante la guerra di secessione si appoggiarono agli ideali di Jefferson, citando l'autodeterminazione dei singoli Stati nei confronti del potere centrale come motivo per la secessione. Tale ideale era talmente radicato in molti secessionisti, che, ad esempio, lo stesso Copperhead Clement Vallandigham ritenne di aver seguito alla lettera gli insegnamenti di Jefferson.
L'immagine di Jefferson ricevette apprezzamenti anche in Europa, dove egli fu visto come un antagonista dei sistemi totalitari vigenti in numerosi Stati. La sua popolarità è testimoniata dalla costruzione del Jefferson Memorial, inaugurato a Washington nel 1943, e dalla scultura della sua immagine sul monte Rushmore.

### Jefferson scrittore
Oltre ad essersi messo in luce come statista, inventore e scienziato, Jefferson fu anche l'autore di un discreto numero di opere letterarie, quali lettere, diari e saggi che pubblicò nel corso della sua vita. L'opera più nota di Jefferson è certamente il suo diario di viaggio intitolato Viaggio nel sud della Francia e nel nord d'Italia scritto nel 1787 e che originariamente avrebbe dovuto essere una guida enologica per due suoi amici, Thomas Lee Shippen e John Rutledge, nella quale Jefferson intendeva annotare minuziosamente i diversi vini che ebbe occasione di degustare durante il suo viaggio.

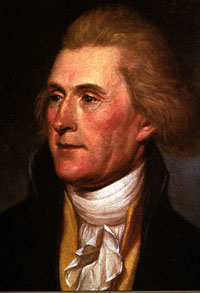
Un ritratto di Thomas Jefferson

Tra le opere di natura politica una di quelle più note è il già citato saggio A Summary View of the Rights of British America scritto da Jefferson nel 1774 e pubblicato nelle colonie ancora prima della dichiarazione di indipendenza, nel quale il giovane Jefferson volle motivare le ragioni per una rivoluzione e i motivi che avevano causato la Boston Tea Party. L'opera come già menzionato precedentemente doveva anche fungere da manuale per i deputati della Virginia inviati presso il congresso continentale. Successivamente questo primo saggio fu completato da un documento intitolato Declaration of the Causes and Necessity of Taking Up Arms che fu scritto dal secondo congresso continentale con un importante contributo da parte di Jefferson e pubblicato per la prima volta il 6 luglio 1775. Sempre tra le opere di natura politica va anche citato il libro Notes on the State of Virginia scritto completamente da Jefferson stesso nel 1781 e successivamente completato sempre da lui e integrato nel corso del 1782-83. Il libro venne pubblicato nel 1784 in forma anonima a Parigi in poche centinaia di copie, mentre la prima versione in lingua inglese apparve solo nel 1787 a Londra pubblicata da John Stockdale. Notes on the State of Virginia fu assieme al manuale Manual of Parliamentary Practice for the Use of the Senate of the United States anche semplicemente noto come Jefferson's Manual, pubblicato nel 1801, l'unico libro scritto da Jefferson che fu pubblicato in forma completa quando egli era ancora in vita. Notes on the State of Virginia è una raccolta di risposte che Jefferson si era preparato per rispondere alle domande di François Barbé-Marbois, segretario della lega francese nella città di Philadelphia. Il biografo George Tucker considerò l'opera "sorprendente nella portata delle informazioni che un singolo individuo era stato così in grado di acquisire, per quanto riguarda le caratteristiche fisiche dello stato", e Merrill D. Peterson lo descrisse come un risultato per il quale tutti gli americani dovrebbero essere grati.
Infine sempre tra le opere più importanti scritte da Jefferson spicca ancora una bibbia comunemente nota come Bibbia di Jefferson o anche col nome The Life and Morals of Jesus of Nazareth. L'opera di origine religiosa, era stata concepita da Jefferson per esaltare gli insegnamenti di Gesù, rimuovendo alcune delle parti del Nuovo Testamento contenenti descrizioni di eventi soprannaturali, la cui origine, secondo l'interpretazione di Jefferson, era data dall'incomprensione di tali eventi da parte dei quattro evangelisti.

## Aspetti controversi
Molti furono gli aspetti controversi e molte furono le critiche rivoltegli anche dopo la sua morte. 
Altro aspetto controverso è l'inserimento all'interno della Dichiarazione d'indipendenza del 1776 del secondo paragrafo, secondo cui "tutti gli uomini sono stati creati uguali ...", che Jefferson scrisse di suo pugno, pur essendo uno schiavista e possedendo più di 200 schiavi (tra cui anche i suoi figli illegittimi avuti dalla schiava Sally Hamings) di cui rifiutò la liberazione perfino nell'atto testamentario, con cui invece dispose la loro vendita a pagamento dei debiti lasciati in sospeso. Nel 1814 respinse inoltre sdegnato la richiesta da parte di John Quincy Adams di esprimere il sostegno pubblico alla causa antischiavista. Scandaloso per l'epoca fu inoltre il suo rapporto sentimentale con la sua schiava Sally Hemings, che causò numerosi scandali e fu alla base di accesi dibattiti riguardanti la questione se i figli della Hemings fossero o meno di Jefferson.
Quasi dimenticata fu infine la figura di Jefferson negli anni che seguirono la fine della guerra di secessione, quando ormai molti membri del Partito Repubblicano riscoprirono le idee dell'avversario politico di Jefferson, Alexander Hamilton, la cui figura dopo la sua morte nel duello con Burr era caduta in un lungo periodo di oblio. Le idee di Jefferson di un'America composta da agricoltori liberi parevano ormai, nel mezzo della Rivoluzione industriale, superate. Solo a partire dall'inizio del XX secolo la figura di Jefferson fu lentamente riscoperta. Di centrale importanza per la sua riscoperta a livello politico fu la sua visione di un sistema scolastico pubblico, della quale il Partito Democratico fece il proprio cavallo di battaglia.
Durante il mandato di Woodrow Wilson (1913-1921) la figura di Jefferson vide una reinterpretazione in chiave contemporanea delle sue idee e una costante crescita della propria popolarità, che raggiunse l'apice sotto la presidenza di Franklin Delano Roosevelt (1933-1945). Seppure i metodi di Roosevelt ricordassero a tratti più gli ideali di Hamilton che quelli di Jefferson, molti contemporanei videro nel presidente Roosevelt l'innovazione e la continuazione delle idee di Jefferson.
Nonostante che a partire dal XX secolo l'immagine di Jefferson avesse riacquistato popolarità e importanza, alcuni aspetti controversi continuarono a gettare ombre sulla sua persona. Con il movimento per i diritti civili degli afroamericani negli anni 1950, la sua posizione irremovibile di fronte alla questione della schiavitù fu nuovamente oggetto di critiche tanto quanto la sua relazione con Sally Hemings, ritenuta vittima di stupro da parte di Jefferson, anche per via della giovanissima età della schiava.

## Cinematografia
- Nel film Quelli della Virginia (The Howards of Virginia), diretto nel 1940 da Frank Lloyd, Jefferson è interpretato da Richard Carlson
- Nel film Jefferson in Paris (1995), diretto da James Ivory, è interpretato da Nick Nolte
- Thomas Jefferson (1997), film-documentario diretto da Ken Burns e interpretato da Sam Waterston
- Sally Hemings: An American Scandal - miniserie televisiva della CBS (2000)
- John Adams - miniserie televisiva della HBO (2008)

## Musica
- Jefferson viene più volte nominato nella canzone elettorale Jefferson and Liberty.

## Opere
- A Summary View of the Rights of British America, 1774.
- Declaration of the Causes and Necessity of Taking Up Arms, 1775.
- Declaration of Independence, 1776.
- Memorandums taken on a journey from Paris into the southern parts of France and Northern Italy, in the year 1787, 1787.
- Notes on the State of Virginia, 1781.
- Plan for Establishing Uniformity in the Coinage, Weights, and Measures of the United States, 1790.
- An Essay Towards Facilitating Instruction in the Anglo-Saxon and Modern Dialects of the English Language, 1796.
- Manual of Parliamentary Practice for the Use of the Senate of the United States, 1801.
- The Life and Morals of Jesus of Nazareth, 1819.
- Autobiography, 1821.

### In italiano
- Maurizio Barbato, Thomas Jefferson o della felicità. Autobiografia di Thomas Jefferson, Palermo, Sellerio Editore, 1999, ISBN 88-389-1556-3.
- Luigi M. Bassani, Thomas Jefferson. Un profilo intellettuale, Guida Editori, 2002, ISBN 88-7188-567-8.
- Luigi M. Bassani, Il pensiero politico di Thomas Jefferson. Libertà, proprietà e autogoverno, Giuffrè Editore, 2002, ISBN 88-14-09711-9.
- John Tasker Howard, George Kent Bellows, Breve storia della musica in America, Roma, Edizioni di Storia e letteratura, 1963.
- Federico Mioni, Thomas Jefferson e la scommessa dell'autogoverno, Diabasis, 1995, ISBN 88-8103-003-9.
- Thomas Jefferson, Viaggio nel sud della Francia e nel nord d'Italia, a cura di Marco Sioli, Ibis, 1997,  p. 122, ISBN 8871640705.

### In inglese
- Joyce Appleby, Thomas Jefferson, Times Books, 2003, ISBN 0-8050-6924-0.
- R.B. Bernstein, Thomas Jefferson, Oxford University Press, 2005, ISBN 0-19-518130-1.
- Hugh Brogan, The Penguin History of the United States of America, Praxis Books, 1985.
- Richard Buel, Securing the Revolution: Ideology in American Politics, 1789–1815, Cornell University Press, 1972, ISBN 978-0-8014-0705-5.
- Andrew Burstein, Jefferson's Secrets: Death and Desire at Monticello, Basic Books, 2005, ISBN 0-465-00812-7.
- Noble E. Cunningham, In Pursuit of Reason, 1988.
- Noble E. Cunningham, Jefferson vs. Hamilton. Confrontations that shaped a nation, Boston, Bedford, 2000, ISBN 0-312-08585-0.
- Richard Dawkins, The God delusion, Bantam Books, 2006, ISBN 0-618-68000-4.
- Lesley A. Dutemple, The Pantheon, Lerner Publishing Group, 2003, ISBN 0-8225-0376-X.
- Joseph J. Ellis, American Sphinx. The character of Thomas Jefferson, New York, Knopf, 1997, ISBN 0-679-44490-4.
- Richard E. Ellis, The Union at Risk. Jacksonian Democracy, States' Rights and the Nullification Crisis, Oxford University Press, 1989, ISBN 0-19-506187-X.
- Christopher Hitchens, Thomas Jefferson: Author of America, 2005.
- Reginald Horsman, United States Indian Policies, 1776–1815, in Wilcomb E. Washburn,  William C. Sturtevant (a cura di), Handbook of North-american Indians, vol. 4: history of Indian-White relations, Washington DC, Smithsonian Institution, 1988, ISBN 0-16-004583-5.
- William A. Lambeth e Warren H. Manning, Thomas Jefferson as an Architect and Designer of Landscape, Bedford, Applewood books, 2009  [1913], ISBN 978-1-4290-1401-4.
- Dumas Malone, Jefferson and his time, Boston, Mass., Little Brown, 1981
  - 1. – Jefferson the Virginian, ISBN 0-316-54472-8
  - 2. – Jefferson and the rights of men, ISBN 0-316-54473-6
  - 3. – Jefferson and the ordeal of liberty, ISBN 0-316-54469-8
  - 4. – Jefferson the President. First term 1801–1805, ISBN 0-316-54466-3
  - 5. – Jefferson the President. Second term 1805–1809, ISBN 0-316-54464-7
  - 6. – The sage of Monticello, ISBN 0-316-54463-9
- James M. McPherson, Battle cry of freedom - The civil war era, Oxford University Press, 2003  [1988], ISBN 978-0-19-516895-2.
- Peter Onuf, "The Scholars' Jefferson", in William and Mary Quarterly, 3d Series, L:4 (October 1993), pp. 671–699
- Jeffrey L. Pasley, "Politics and the Misadventures of Thomas Jefferson's Modern Reputation: a Review Essay", in Journal of Southern History, 2006, 72(4), pp. 871–908. ISSN 0022-4642 (WC · ACNP)
- Alan Pell Crawford, Twilight at Monticello, New York, Random House, 2008, ISBN 1-4000-6079-6.
- Merrill D. Peterson, The Jefferson Image in the American Mind, New York, Oxford Univ. Press, 1985, ISBN 0-19-500698-4.
- Merrill D. Peterson, Thomas Jefferson: A Reference Biography, Scribner, 1986, ISBN 0-684-18069-3.
- Henry Stephens Randall, The Life of Thomas Jefferson, New York, Derby & Jackson, 1858.
- Sandor Salgo, Thomas Jefferson: Musician and Violinist, 1997.
- Herbert E. Sloan, Principle and Interest: Thomas Jefferson and the Problem of Debt, University of Virginia Press, 2001, ISBN 0-8139-2093-0.

### In tedesco
- Hermann Kinder, Werner Hilgemann, Harald Bukor, Atlas Weltgeschichte - Band 2, Von der Französischen Revolution bis zur Gegenwart, DTV, 2009, ISBN 978-3-423-03002-1.
- Rudolf Kippenhahn, Verschlüsselte Botschaften, Nikol Verlag, 2006, ISBN 978-3-937872-37-7.
- Ekkehart Krippendorff, Jefferson und Goethe, Amburgo, Europäische Verlagsanstalt, 2001, ISBN 3-434-50210-6.